# Léon Victor Jean Thienpont
Léon Victor Jean Thienpont (Oudenaarde, 17 april 1815 - 22 januari 1909) was een Belgisch volksvertegenwoordiger. 

## Levensloop
Thienpont was een zoon van Jean Thienpont, voorzitter van de rechtbank van eerste aanleg in Oudenaarde en lid van het Nationaal Congres, en van Marie-Thérèse De Clercq. Hij huwde met Barbara Loncke (1817-1892), dochter van koopman en eigenaar van het Meulebeekse Kasteel Ter Borcht Leonard Anthone Loncke. Hij ging er wonen en renoveerde het kasteel en het domein en liet in 1886 de Kapel van Onze-Lieve-Vrouw van Altijddurende Bijstand herbouwen in de neogotische stijl.
Gepromoveerd tot doctor in de geneeskunde, vestigde hij zich als arts in Oudenaarde.
In 1852 werd hij verkozen tot katholiek volksvertegenwoordiger voor het arrondissement Oudenaarde en vervulde dit mandaat tot in 1878.
Hij was de grootvader van de politici Léon Thienpont en de overgrootvader van Joseph Thienpont. Zijn kleindochter Marie was de laatste bewoner van het kasteel Ter Borcht, zij was in 1906 gehuwd met de latere burgemeester Edgar van Baveghem. Zijn broer Camille Louis Thienpont was burgemeester in Etikhove.